# Congrégation des Écoles de charité
La congrégation des Écoles de charité (en latin : Congregatio Scholarum Charitatis) ou Institut Cavanis est une congrégation cléricale enseignante de droit pontifical.

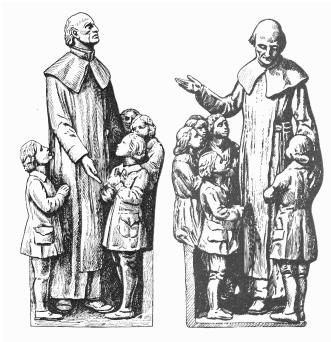
Les frères Cavanis.

## Historique
En 1797, la république de Venise passe sous domination autrichienne sous la forme de la province vénitienne qui décrète la fermeture de toutes les écoles gratuites pour les enfants des classes populaires.
Pour la formation des jeunes, les frères Antoine et Marc Cavanis créent une congrégation mariale le 2 mai 1802 dans l'église Sant'Agnese et le 2 janvier 1804, ils ouvrent la première école de charité ; avec l'augmentation du nombre d'élèves, ils achètent en 1806 la Ca' da Mosto ; un atelier d'impression est également ouvert pour offrir des emplois aux étudiants qui ne prévoient pas de poursuivre leurs études.
L'institut est approuvé le 16 septembre 1819 par Francesco Milesi, patriarche de Venise et par Grégoire XVI par un bref du 21 juin 1836.
Les frères Cavanis sont reconnus vénérables par Jean Paul II le 16 novembre 1985, leurs corps se trouvent dans l'église Sant'Agnese à Venise.

## Activités et diffusion
Les religieux se consacrent à l'enseignement et à l'éducation des jeunes dans les écoles, les collèges et dans l'action catholique.
Ils sont présents en : 
- Europe : Italie, Roumanie ;
- Amérique : Bolivie, Brésil, Colombie, Équateur ;
- Afrique : République démocratique du Congo ;
- Asie : Philippines.

La maison généralice est à Rome.
Au 31 décembre 2005 la congrégation comptait 166 religieux, dont 90 prêtres, dans 31 maisons.

## Source
- (it) Cet article est partiellement ou en totalité issu de l’article de Wikipédia en italien intitulé « Congregazione delle scuole di carità » (voir la liste des auteurs).